# Нуку-Хива
Нуку-Хива (фр. Nuku Hiva) — остров в Северной группе Маркизских островов. Крупнейший остров всего архипелага. Расположен в 1500 км к северо-востоку от Папеэте.

## География
Высшая точка — гора Текао (1224 м). Нуку-Хива по форме напоминает четырёхугольник, длина которого составляет 30 км, а ширина — 15 км. Административный центр Маркизских островов, город Таиоахаэ (Taiohae), расположен на южном берегу острова вблизи одноимённой бухты.

## История
Основные археологические работы на острове проводились в 1960-х годах американской экспедицией вблизи поселений Уаа (Uaa) и Таипиваи. В результате было установлено, что первые люди приплыли на остров в 150 году н. э. Одним из основных занятий местных жителей того времени было гончарное ремесло, которое также практиковалось на островах Самоа и Тонга. Период освоения на Нуку-Хива длился вплоть до 1100 года н. э. За это время жители смогли отладить технику обработки камня, который использовался при постройке жилья. Большое количество каменных сооружений было сооружено на острове в период с 1100 по 1400 года н. э., в том числе, и знаменитые скульптуры тики.
Первый представитель Запада, американский исследователь Джозеф Ингрэм, высадился на Нуку-Хиве в апреле 1791 года. Впоследствии к острову подплывало множество других кораблей, пополнявших на Нуку-Хива свои корабельные запасы. Первым европейцем, высадившимся на острове, стал француз Этьенн Маршан (июль 1791 года). В 1804 году на Нуку-Хива побывал русский путешественник, адмирал Иван Фёдорович Крузенштерн. В 1826 году при высадке на остров с русского экспедиционного шлюпа «Кроткий» местным населением были убиты и съедены мичман А. Л. фон Дейбнер и два неизвестных матроса.
Остров, его коренное население и их обычаи описал в своем произведении «Тайпи» (Турее, 1844) Герман Мелвилл, который бежав с китобойного судна, жил на острове.
Впоследствии на остров приплывало множество торговцев сандалом, китобои и искатели приключений. В 1813 году Нуку-Хиву пытались аннексировать американцы, а именно Дэвид Портер, но попытка провалилась. В 1839 году на острове появились первые католические миссионеры, а в 1842 году Нуку-Хива был аннексирован Францией, чьи власти сразу же построили форт в бухте Таиохаэ. Христианцизация жителей проходила с большими трудностями, так как на Нуку-Хива постоянно воевали местные племена. В 1854 году в Таиохаэ был заложен первый католический собор. Появившиеся на острове европейцы занесли на Нуку-Хиву множество заболеваний, против которых у местных жителей не было иммунитета. В 1863 году на острове разразилась эпидемия оспы, из-за которой погибло более 1000 человек. Часть населения острова в этот период увозилась перуанскими работорговцами, в 1883 году китайцами был завезён опиум. В результате к 1934 году численность населения Нуку-Хивы составила всего 635 человек против около 12 тысяч в 1842 году. В начале XX века на острове появились чешские поселенцы, которые вскоре переселились на остров Таити.

## Административное деление
Острова Нуку-Хива, Моту-Ити, Моту-Оне, Хатуту и Эиао образуют коммуну Нуку-Хива, которая входит в состав административного подразделения Маркизские острова.
| Остров или риф    | Площадь суши, км² | Площадь лагуны, км² | Население, чел. (2007) | Административный центр |
| ----------------- | ----------------- | ------------------- | ---------------------- | ---------------------- |
| Нуку-Хива         | 387               | —                   | 2660                   | Хатихеу                |
| Моту-Ити          | 0,2               | —                   | —                      | —                      |
| Моту-Оне          | 1                 | —                   | —                      | —                      |
| Хатуту            | 6,4               | —                   | —                      | —                      |
| Эиао              | 43,8              | —                   | —                      | —                      |
| Коммуна Нуку-Хива | 438,4             | —                   | 2660                   | Хатихеу                |

## Население
В 2007 году численность населения Нуку-Хивы составляла 2660 человек, которые проживали в трёх основных поселениях острова: Хатихеу (Hatiheu), Таипиваи (Taipivai) и Таиохаэ (Taiohae). Плотность населения на острове одна из самых низких во Французской Полинезии.